# Kopytnik olbrzymi
Kopytnik olbrzymi (Asarum maximum Hemsl.) – gatunek rośliny z rodziny kokornakowatych (Aristolochiaceae Juss.). Występuje naturalnie w środkowych Chinach – w prowincjach Hubei oraz Syczuan. 

## Morfologia

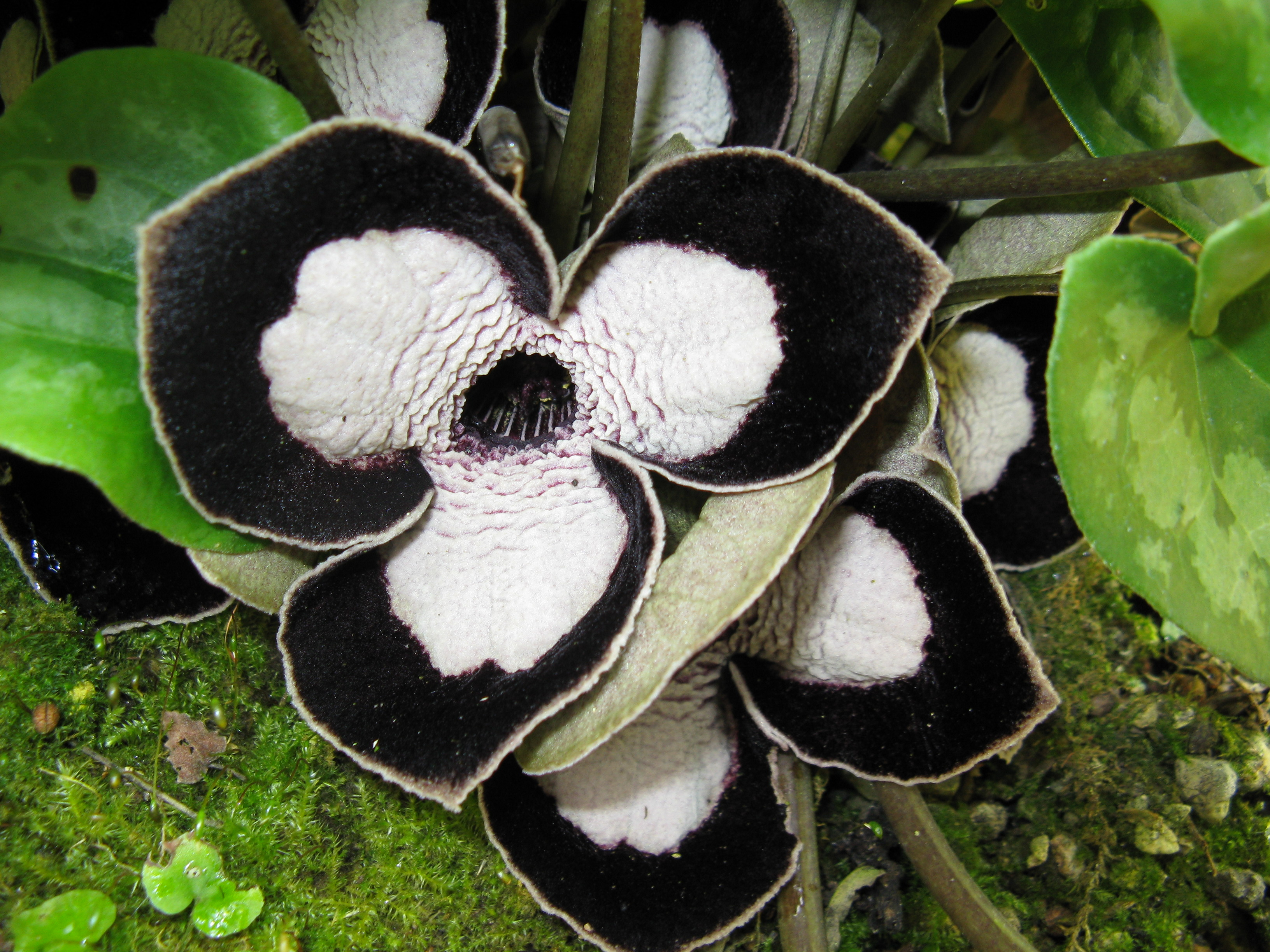
Kwiaty gatunku

PokrójBylina tworząca kłącza.
LiściePojedyncze, mają kształt od owalnego do niemal oszczepowatego. Mierzą 6–13 cm długości oraz 7–15 cm szerokości. Są ciemnozielone z jasnozielonymi plamkami, od spodu mniej lub bardziej owłosione. Blaszka liściowa jest o sercowatej nasadzie i ostrym wierzchołku. Ogonek liściowy jest nagi i dorasta do 10–23 cm długości.
KwiatySą promieniste, obupłciowe, pojedyncze. Okwiat ma dzwonkowato okrągły kształt i ciemnopurpurową barwę, dorasta do 3–4 cm długości oraz 4–6 cm szerokości. Listki okwiatu mają szeroko owalny kształt, z białymi półokrągłymi plamami u podstawy. Zalążnia jest niemal dolna z wolnymi słupkami.

## Biologia i ekologia
Rośnie w lasach, na próchnicznym podłożu. Występuje na wysokości od 600 do 800 m n.p.m. Kwitnie od kwietnia do maja.